# Бледнолицые мухоловки
Бледнолицые мухоловки (лат. Tregellasia) — род воробьиных птиц птиц из семейства Австралийские зарянки.

## Виды
- Черноголовая бледнолицая мухоловка Tregellasia leucops (Salvadori, 1876)
- Большеголовая бледнолицая мухоловка Tregellasia capito (Gould, 1854)